# John Michael Talbot
Pour les articles homonymes, voir Talbot (homonymie).
John Michael Talbot (né le 8 mai 1954 à Oklahoma City, Oklahoma) est un moine catholique romain, chanteur, compositeur et guitariste américain. Il est le chanteur le plus populaire de l'église catholique. Il est aussi le fondateur de la communauté monastique The Brothers and Sisters of Charity (Les Frères et Sœurs de Charité) qui est localisé à Eureka Springs, Arkansas.

## Discographie
- 1. Reborn (1972) avec Terry Talbot
- 2. John Michael Talbot (1976)
- 3. The New Earth (1977)
- 4. The Lord's Supper (1979)
- 5. Beginnings / The Early Years (1980)
- 6. Come to the Quiet (1980)
- 7. The Painter (1980) avec Terry Talbot
- 8. For the Bride (1981)
- 9. Troubadour of the Great King (1981)
- 10. Light Eternal (1982)
- 11. Songs For Worship Vol. 1 (1982)
- 12. No Longer Strangers (1983) avec Terry Talbot et Abraham Laboriel
- 13. The God of Life (1984)
- 14. Songs For Worship Vol. 2 (1985)
- 15. The Quiet (1985)
- 16. Be Exalted (1986)
- 17. Empty Canvas (1986)
- 18. The Heart of the Shepherd (1987)
- 19. Quiet Reflections (1987)
- 20. The Regathering (1988)
- 21. Master Collection (1988)
- 22. The Lover and the Beloved (1989)
- 23. Come Worship the Lord Vol. 1 (1990)
- 24. Come Worship the Lord Vol. 2 (1990)
- 25. Hiding Place (1990)
- 26. The Birth of Jesus (1990)
- 27. The Master Musician (1992)
- 28. Meditations in the Spirit (1993)
- 29. Meditations from Solitude (1994)
- 30. Chant from the Hermitage (1995)
- 31. The John Michael Talbot Collection (1995)
- 32. The Talbot Brothers Collection (1995)
- 33. Brother to Brother (1996) avec Michael Card
- 34. Our Blessing Cup (1996)
- 35. Troubadour for the Lord (1996)
- 36. Table of Plenty (1997)
- 37. Hidden Pathways (1998)
- 38. Pathways of the Shepherd (1998)
- 39. Pathways to Solitude (1998)
- 40. Pathways to Wisdom (1998)
- 41. Quiet Pathways (1998)
- 42. Spirit Pathways (1998)
- 43. Cave of the Heart (1999)
- 44. Simple Heart (2000)
- 45. Wisdom (2001)
- 46. Signatures (2003)
- 47. City of God (2005)
- 48. Monk Rock (2005)
- 49. The Beautiful City (2006)
- 50. Living Water 50th (2007)
- 51. Troubadour Years (2008)